# Улэйн, Карен
Карен Фрэнсис Улэйн (англ. Karen Frances Ulane; 10 декабря 1941 года — 22 мая 1989 года; Чикаго, Иллинойс, США) — американский лётчик. Была уволена из авиакомпании Eastern Airlines после операции по коррекции пола в 1980 году. Дело «Ulane v. Eastern Airlines» стало федеральным юридическим прецедентом в вопросах юридического положения транссексуальных людей в соответствии с Законом о гражданских правах 1964 года.

## Жизнь и карьера
Улэйн родилась в Чикаго, штат Иллинойс. Окончила колледж Преподобного Св. Игнатия. Карен поступила на службу в армию США и участвовала в операциях во время войны во Вьетнаме с 1964 по 1968 год, а затем стала гражданским пилотом в компании Eastern Airlines. После устройства на работу в Eastern Airlines, Улэйн сделала операцию по коррекции пола и сменила имя с Кеннет на Карен Фрэнсис в апреле 1980 года.
24 апреля 1981 года старший вице-президент по летным операциям вручил ей письмо об увольнении, которое гласило: «Мы верим, что противоречивый характер операции, которую вы перенесли, отвлечет и помешает любому летному экипажу, в котором вы бы находились, от работы в интегрированном, скоординированном виде, что необходимо для достижения высшей степени безопасности полета». В письме также отмечалось, что другие пилоты Eastern Airlines отказались бы летать с ней.
Улэйн подала иск о дискриминации в Комиссию по равным возможностям при найме на работу, что привело к гражданскому делу, получившему название «Ulane v. Eastern Airlines». В иске против «Eastern Airlines» Улэйн сообщила, что борется с гендерной дисфорией с возраста 5–6 лет. Хотя она выиграла дело против авиакомпании, оно было отменено Апелляционным судом седьмого округа США.
22 мая 1989 года Улэйн погибла в результате крушения самолёта Douglas DC-3, на котором она совершала учебный полет, примерно в пяти милях к юго-западу от Де-Кальба, штат Иллинойс.